# Elonus excavatus
Elonus excavatus es una especie de coleóptero de la familia Aderidae.

## Distribución geográfica
Habita en Arizona (Estados Unidos).